# البديع (محافظة العيص)
البديع، قرية من قرى محافظة العيص، والتابعة لمنطقة المدينة المنورة في السعودية.